# Thomas Beaufort, 1. Duke of Exeter
Thomas Beaufort, 1. Duke of Exeter KG (* 1377; † 31. Dezember 1426) war das dritte der vier Kinder von John of Gaunt, 1. Duke of Lancaster und seiner Geliebten Catherine Swynford. Er wurde 1390 und noch einmal 1397 legitimiert.

## Leben und Wirken
Er schlug eine militärische Laufbahn ein und wurde nach der Thronbesteigung seines Halbbruders Heinrich IV. Knight of the Garter. 1402 wurde er Constable of Ludlow, 1403 Admiral der nördlichen Flotte, 1407 Captain von Calais und 1408 Admiral auf Lebenszeit.
Am 31. Januar 1410 wurde er zum Lordkanzler ernannt, eine Position, die er bis zum 5. Januar 1412 innehatte. König Heinrich hatte während dieser Zeit Probleme mit dem Klerus. Danach wandte er sich erneut militärischen Angelegenheiten zu. Im Juli 1411 wurde er zum Earl of Dorset ernannt.
Als Heinrich V. König wurde, wurde Thomas Beaufort 1413 zum Lieutenant von Aquitanien und 1415 Captain von Harfleur. Die nächsten Jahre verbrachte er als Lieutenant der Normandie ebendort. Schließlich wurde er 1416 zum Duke of Exeter auf Lebenszeit ernannt. Er kehrte 1417 nach England zurück, als der König in der Normandie verweilte, hatte aber mit Problemen in Schottland zu kämpfen.
1418 kehrte er mit einem großen Heer in die Normandie zurück und nahm an den Belagerungen von Évreux, Ivry und Rouen teil. Nach dem Fall von Rouen 1419 wurde er zum Captain der Stadt ernannt und eroberte mehrere kleinere normannische Städte. Ebenfalls 1419 eroberte er nach einer sechsmonatigen Belagerung die Festung Château Gaillard, die auf halbem Weg von Paris und Rouen liegt.
1420 half er bei der Ausarbeitung des Vertrages von Troyes, bevor er 1421 in der Schlacht von Baugé, in der sein Neffe Thomas of Lancaster fiel, gefangen genommen wurde.
Ab 1422, nach dem Tod von Heinrich V., war er einer der Männer, die die Regierungsgeschäfte für den noch nicht mündigen König Heinrich VI. führten.
Er war mit Margaret Neville, der Tochter von Sir Thomas Neville of Horneby, verheiratet. Deren einziges Kind, Heinrich Beaufort, starb jung.